# Капитанства Португальской империи
Капитанства Португальской империи (порт. Capitanias do Império Português) — единицы административно-территориального деления и наследственные владения, созданные Генрихом Мореплавателем для развития заморских владений Португалии.

## Атлантические острова
Изначально капитанства были введены на архипелаге Мадейра, освоение которого португальцами началось в первой половине XV века. Затем эта модель была распространена на Азорские острова, на которых к XVI веку существовало уже восемь капитанств. На островах была введена уменьшенная версия португальской системы «donatário»: капитаны-донаторы (порт. capitães dos donatários) получали большую власть над выделенной им территорией, но должны были обеспечить её заселение и развитие.

## Южная Америка
Видя успешность системы капитанств на атлантических островах, король Жуан III распространил её на «Землю Святого Креста». В Бразилии каждое капитанство являлось полосой земли, имевший ширину 50 лиг вдоль побережья и простиравшейся на запад вплоть до линии, разграничивающей испанские и португальские владения согласно Тордесильясскому договору. Каждое капитанство возглавлялось военным комендантом (порт. capitão-mor, дословно «старший капитан», mor = maior) — португальцем, который не обязательно был аристократом. Трудности управления обширными территориями привели к тому, что к 1549 году из 15 первоначальных капитанств осталось лишь 4. Чтобы спасти угасающие колонии, в 1549 году король создал генерал-губернаторство Бразилия. Постепенно бразильские donatários были заменены королевскими администраторами.